# Еметуллах Гюльнуш-султан
Еметулла́х Рабія Гюльну́ш-султа́н (тур. Emetullah Gülnûş Sultan; прибл. 1640/1642, Ретимно — 6 листопада 1715, Едірне) — головна дружина (башхасекі) османського султана Мехмеда IV, мати султанів Мустафи II й Ахмеда III; одна з двох жінок в історії Османської імперії, які займали посаду валіде-султан при двох синах.
Еметуллах Гюльнуш, яка походила з родини Верціцці з Криту, увійшла до  гарему Мехмеда IV на початку його правління і незабаром стала головною фавориткою[⇨]. Султан Мехмед, який захоплювався полюванням і брав участь у військових походах, часто брав з собою Еметуллах, тому сина Мустафу вона народила в Едірне, а Ахмеда - в Хаджіоглу-Пазарджік. Народивши султану двох синів, його головна хасекі зміцнила свій вплив при дворі та брала участь у внутрішній політиці країни. Пік свого впливу як хасекі Еметуллах Гюльнуш досягла після смерті матері Мехмеда IV Турхан-султан.
У листопаді 1687 року в результаті яничарського заколоту Мехмед IV був повалений з престолу. На троні послідовно опинилися два однокровні брати колишнього султана Сулейман II і Ахмед II. Наступні 7 років Еметуллах Гюльнуш провела в Старому палаці та в палаці Едірне, рідко бачачись з чоловіком, а її сини були замкнені в кафесі.
У лютому 1695 року на троні опинився старший син Еметуллах Гюльнуш, а сама вона стала валіде-султан. Під час  правління Мустафи II його мати багато часу проводила в Едірне, який султан вибрав як свою головну резиденцію.  Після 8 років правління Мустафу II було повалено, але на троні опинився другий син Еметуллах, тому їй вдалося зберегти своє становище. Разом із ним вона повернулася до столиці імперії Стамбул, де активно займалася політикою (як внутрішньою, так і зовнішньою) та благодійністю.
Незадовго до смерті Еметуллах Гюльнуш-султан, будучи важко хворою, повернулася в Едірне, де й померла у листопаді 1715 року у віці приблизно 75 років.

## Ім'я

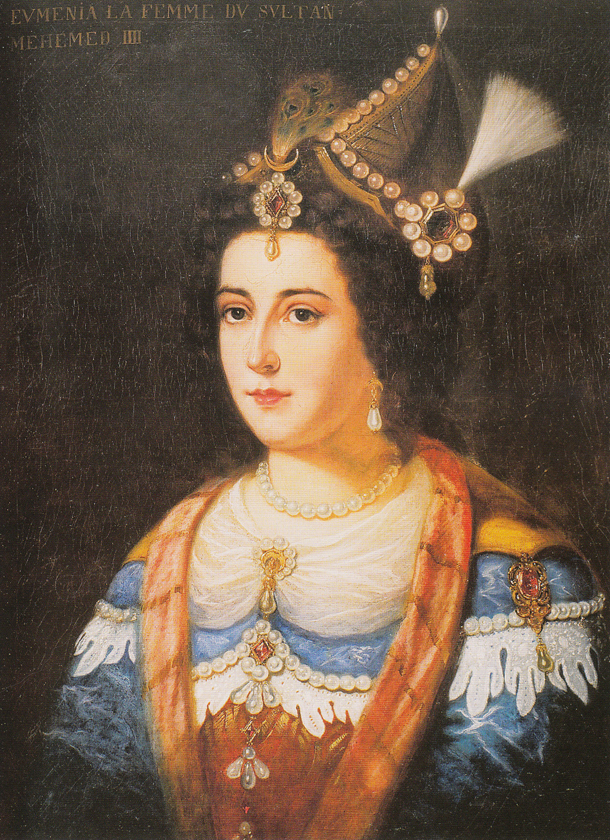
Портрет Еметуллах Гюльнуш-султан пензля невідомого художника, XIX століття

Османський історик Сюрея Мехмед-бей у своїй праці «Реєстр Османів» (тур. Sicill-i Osmani) вказує тільки одне ім'я - Гюльну́ш Еметулла́х-султа́н (Gülnûş Emetullah Sultan).
Османіст Ентоні Олдерсон у книзі "Структура Османської династії" також вказує тільки один варіант - Рабіа́ Гюльну́ш Умметулла́х-султа́н (Râbia Gülnûş Ümmetullah Sultan).
Мехмед Іпширлі, автор статті про неї в «Ісламській енциклопедії», назвав її Гюльнуш Еметуллах-султан, відзначаючи, що зустрічаються варіанти Рабіа́ Еметулла́х Гюльну́ш-султа́н і Еметулла́х Гюльну́ш-султа́н (Emetullah Gülnûş Sultan).
Турецький історик Чагатай Улучай писав, що зазвичай Еметуллах називали Гюльну́ш-султан (Gülnûş Sultan), хоча зустрічалися варіанти Рабіа́ Гюльну́ш-султа́н (Râbia Gülnûş Sultan) і Еметулла́х Гюльну́ш-султа́н.
Турецький історик Недждет Сакаоглу назвав цю жінку Еметуллах Гюльнуш-султан, зазначивши, що зустрічаються варіанти Рабіа́ Гюльну́ш-султа́н, Умметулла́х-султа́н (Ümmetullah Sultan), Хатідже́ Гюльну́ш-султа́н (Hatice Gülnüş Sultan) і Гюльсю́м Еметулла́х-султа́н (Gülsüm Emetullah Sultan).

## Життєпис

### Походження
Відомості про рік народження Еметуллах Гюльнуш-султан різняться: Олдерсон і Улучай вказали 1642 рік, тоді як Сюрея писав, що померла вона у віці приблизно 75 років, з чого випливає, що народилася приблизно в 1640 році; Іпширлі писав про 1640-ві роки, а Сакаоглу вказав як 1640, так і 1642 рік.
Еметуллах народилася приблизно в 1642 році у місті Ретимно на острові Крит. Походила з грецької або венеційської сім'ї Верціцці, проте коли і за яких обставин вона потрапила до гарему, достовірно невідомо. Хюсейн Камі Ханьяві в «Історії Криту» писав про те, що сердар Делі Хюсейн-паша після завоювання Криту в 1646 передав до палацу 30  хлопчиків-пеньчик і 10 рабинь, однією з яких і була Еметуллах Гюльнуш. Версії Ханьяві дотримувалися Іпширлі та Улучай. Але Сакаоглу відзначав недоліки в історії Ханьяві: рабині, відправлені в 1646 Хюсейном-пашею султану Ібрагіму, були набагато старші 3-4 років (ймовірного віку Еметуллах Гюльнуш-султан), а шехзаде Мехмеду на той момент було всього 4 роки, тобто  рабині були старшими за спадкоємця на 8-10 років; навіть якщо була допущена така різниця у віці між майбутнім султаном та його наложницею, складно пояснити народження Еметуллах першого шехзаде лише через 18 років у 1664 році, а другого - через 27 років у 1673. Сакаоглу вважав, що це була одна з історій, придуманих для того, щоб дати хоч якусь інформацію про походження та сім'ю дружин-наложниць падишаха. Аналізуючи доступні відомості, Сакаоглу робить висновок, що Еметуллах Гюльнуш та Мехмед IV були приблизно одного віку.
В «Історії Рашида» в повідомленні про її смерть без вказівки конкретної інформації говориться, що Еметуллах Гюльнуш прожила в султанському палаці 50-60 років, з чого Сакаоглу дійшов висновку, що туди вона потрапила не раніше 1650-х років. Також він  писав, що можна припустити, що Турхан-султан після 1651 року - після того, як усунула Кесем-султан, - плануючи майбутнє десятирічного сина, взяла під свою опіку деяких рабинь, які їй сподобалися; однією з них могла бути майбутня башхасекі сина, якій за традиціями гарему змінили ім'я та за її красу назвали Гюльнуш; ближче до 1660 вона увійшла до числа фавориток Мехмеда IV, а після того, як народила шехзаде Мустафу, отримала титул хасекі або кадин.

### Хасекі Мехмеда IV

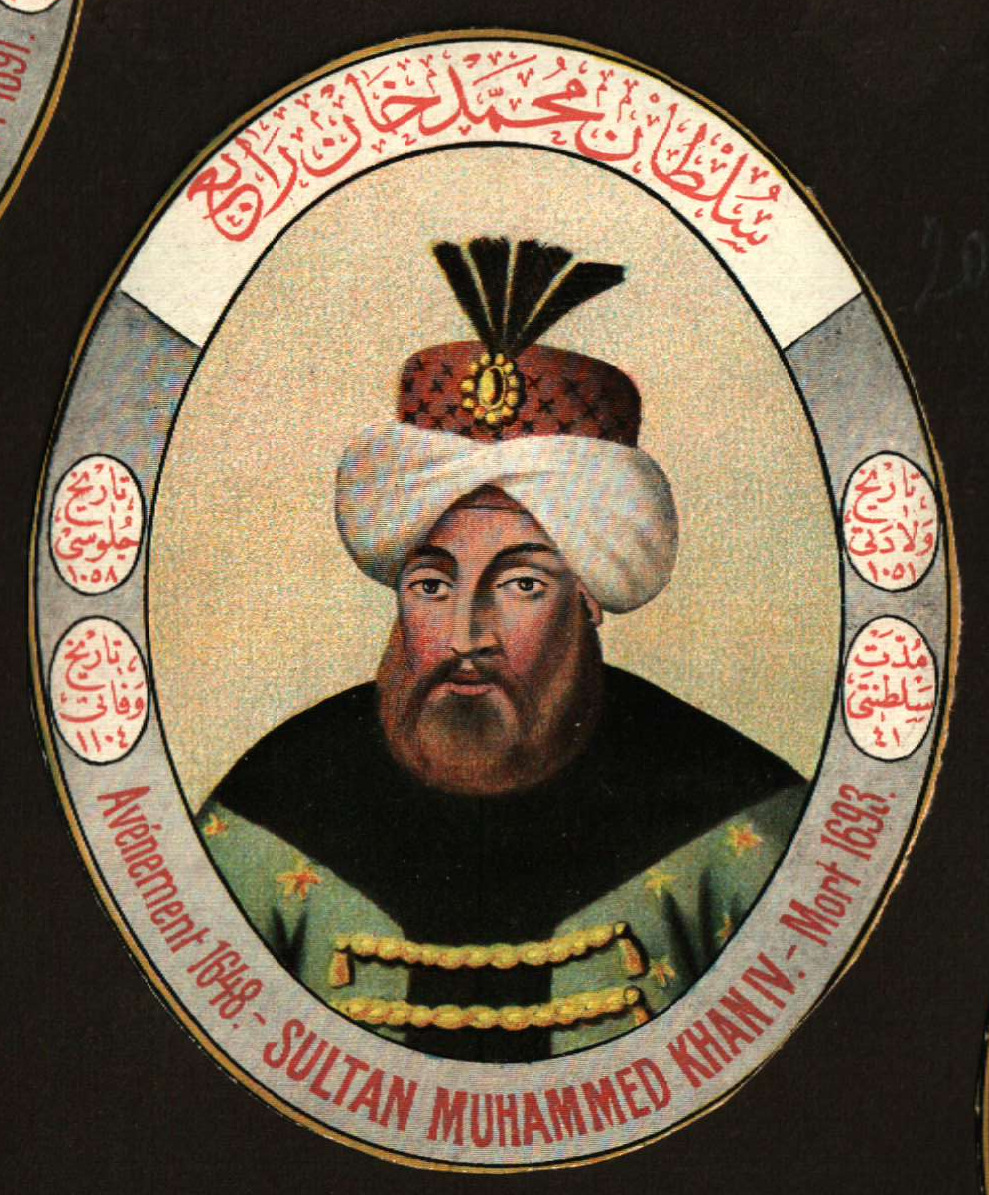
Султан Мехмед IV, фавориткою якого була Еметуллах

Сакаоглу писав, що Еметуллах Гюльнуш була «неймовірною красунею». Про це свідчив і французький мандрівник Жан-Батист Таверньє, який згадав про неї першим із іноземців. Улучай також писав про красу дівчини, відзначаючи, що вона мала темне волосся. Сакаоглу і Сюрея називали її головною фавориткою Мехмеда IV - башхасекі-султан, тоді як Іпширлі та Улучай - головною кадин. Американський професор історії Леслі Пірс зазначала, що Мехмед IV був надзвичайно прив'язаний до Еметуллах Гюльнуш-султан, хоч і мав інших наложниць.
Уклавши мир із бунтівниками в 1656 році і передавши безпосереднє управління державою великому візиру Кепрюлю Мехмеду-паші, шістнадцятирічний Мехмед IV вперше поїхав з матір'ю Турхан-султан, Еметуллах Гюльнуш-султан і рабинями в Едірне в 1657 році. Надалі поїздки молодого султана з гаремом зі Стамбула в Едірне почастішали, і за порадою свого наставника Вани Мехмеда-ефенді Мехмед IV в 1633 році перевіз весь свій гарем і його службовців в Едірне на постійне проживання. Тут на початку червня 1664 Еметуллах Гюльнуш народила старшого сина Мехмеда IV - шехзаде Мустафу. Він сам тим часом полював на конях на Балканах. Отримавши радісну звістку, султан наказав влаштувати гуляння по всій країні на сім днів та сім ночей.
Еметуллах Гюльнуш за дуже короткий час завоювала любов султана Мехмеда . На полювання і у військові походи, в яких султан брав участь особисто, Мехмед IV брав із собою матір, сестер, Еметуллах Гюльнуш-султан. Крім того, на думку Сакаоглу, поїздки гаремних жінок із султаном вимагали великої сміливості з боку як наложниць, так і самого Мехмеда IV.
З Емметулах пов'язували кілька неприємних чуток і пригод в гаремі. Так, її ворожнеча з іншого фавориткою Мехмеда IV, Гюльбеяз-хатун, привела до смерті останньої. Перші роки перебування Еметуллах в статусі головної Хасекі Мехмед був надзвичайно прив'язаний до неї, але після того, як Гюльбеяз увійшла в гарем і народила дочку, почуття султана до матері його двох синів стали остигати, що призвело до ревнощів з боку Еметуллах. З чуток, одного разу, коли Гюльбеяз милувалася на море зі скелі, Еметуллах зіштовхнула її вниз, і наложниця потонула. Інакше смерть наложниці описує у своїй книзі «Жіночий султанат» історик Ахмет Рефік Алтинай: він вважав, що Гюльбеяз була задушена в палаці Канділлі в Ускюдарі за наказом Еметуллах. Ймовірно, випадок цей стався вже після смерті матері султана валіде Турхан-султан, коли сама Еметуллах очолювала гарем. Інший випадок кровожерливості головною фаворитки Мехмеда IV стався, на думку деяких дослідників, незабаром після народження її первістка, коли Еметуллах наказала задушити братів Мехмеда IV Сулеймана і Ахмеда, замкнених в Кафес, однак вбивству завадила валіде Турхан-султан. Разом з тим, з самою валіде Турхан-султан Еметуллах мала прекрасні стосунки.
У 1687 році в результаті яничарського заколоту Мехмед IV був позбавлений влади і на троні опинився його брат Сулейман II, понад сорок років перебував в кафесі. Гарем колишнього султана на чолі з Еметуллах був висланий в Старий палац, в той час як її сини зайняли місце дядька в Кафесі. Еметуллах залишалася в Старому палаці аж до сходження на престол її сина Мустафи II в 1695 році.

### Мати султанів
Ахмед II помер 6 лютого 1695 і новим султаном став Мустафа II. Відразу після сходження на престол сина Еметуллах була викликана зі Старого палацу і під час урочистої церемонії отримала титул валіде-султан. Вдови Ахмеда II, Рабія-султан і Шаесте-султан, а також дочка Шаесте Атіка-султан, були вислані в Старий палац; син Ахмеда II, Шехзаде Ібрагім, матір'ю якого була Рабія, був відправлений в Кафес, де помер 4 травня 1714 року. Разом з гаремом колишнього султана за наказом нової валіде були вислані і численні неугодні їй слуги.
Правління Мустафи II тривало до 1703 року, коли він відрікся на користь брата Ахмеда III і незабаром помер. Ходили чутки, що його могли отруїти. Після зречення старшого сина Еметуллах відбула в Старий палац, після чого формально повторила урочистий в'їзд в Топкапи в якості валіде. Під час правління синів Еметуллах мала значний політичний вплив. За правління Мустафи другою людиною у державі став його наставник Фейзуллах ефенді, який був у близьких стосунках та вважався людиною Еметуллах Султан. Саме вона врятувала його від гніву Мехмеда VI в 1683 році, коли його коні паслись в султанському саду та навіть вибила йому престижнішу посаду. Еметуллах також займалася справами гарему і, як і багато матерів султанів, благодійністю. За правління Мустафи III за її наказом на шляху до Мекки були побудовані кілька колодязів і фонтанів; в правління Ахмеда Емметуллах займалася благодійністю в основному в Стамбулі, де за її наказом був відбудований новий комплекс мечеті в Ускюдарі замість згорілого і фонтан.
Емметулах пробула на посаді валіде 20 років і померла в Едірне 6 листопада 1715, не доживши кілька років до епохи миру і процвітання в імперії, яку прозвали Добою тюльпанів. Вона була похована в комплексі мечеті в Ускюдарі, колись відбудованому за її наказом. Еметуллах і Кесем-султан стали єдиними жінками в історії Османської імперії, що займали посаду валіде-султан відразу при двох синах-султанах.